# Hoofdhuid

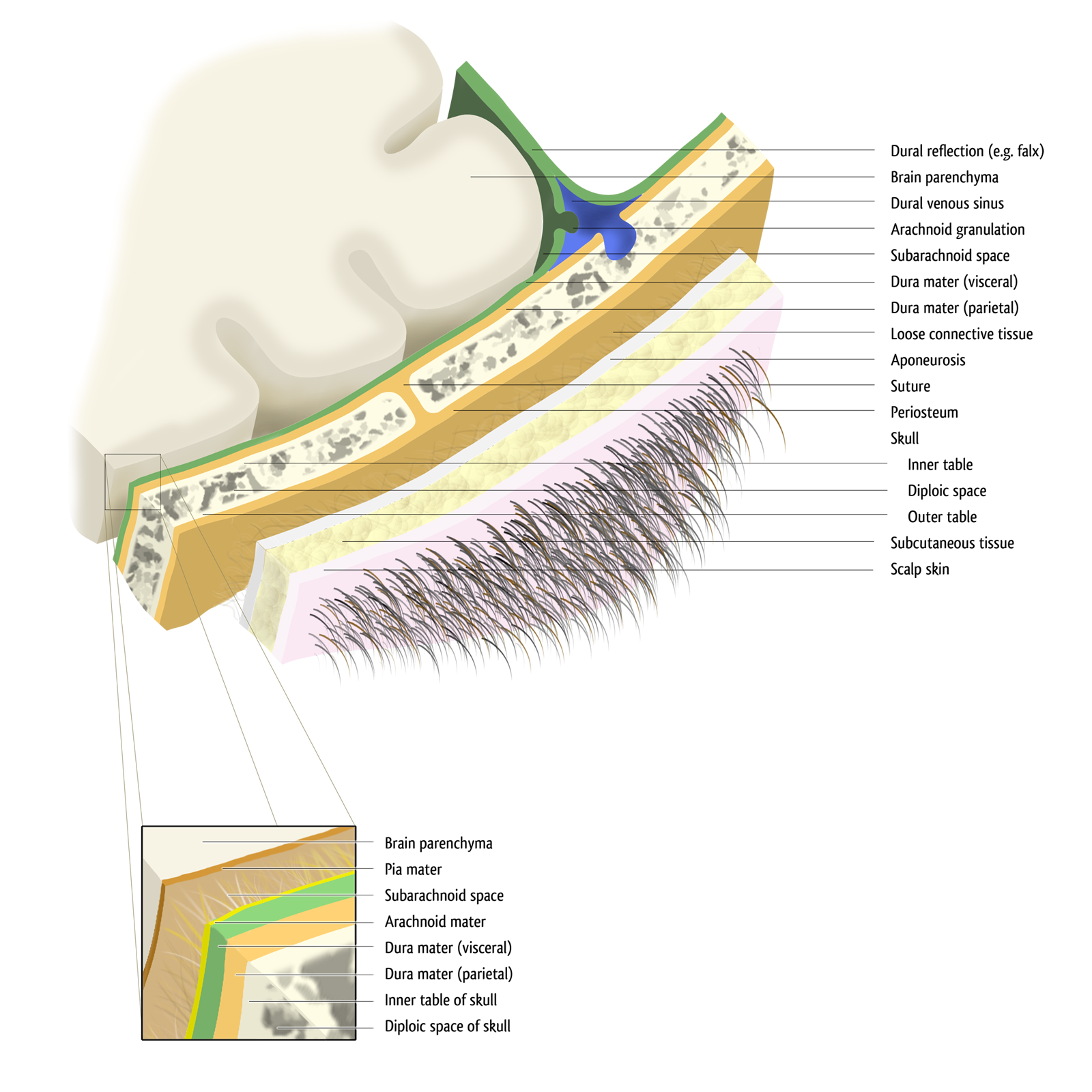
Anatomie van de hoofdhuid

De hoofdhuid is anatomisch het deel van de huid van het voorhoofd tot de nek, dat bij mensen gewoonlijk met haar bedekt is. 
In sommige kloosterordes hebben de monniken een kruinschering of tonsuur, waarbij het haar van de kruin wordt weggeschoren.
In westerns en indianenverhalen wordt vaak het Engelse woord scalp gebruikt.